# Draft NFL 1977
Il Draft NFL 1977 si è tenuto dal 3 al 4 maggio 1977. La lega tenne anche un draft supplementare prima dell'inizio della stagione regolare.

## Primo giro
|  | = Pro Bowler |

|  | = Hall of Famer |

| Scelta | Squadra                                    | Giocatore          | Ruolo            | College         |
| ------ | ------------------------------------------ | ------------------ | ---------------- | --------------- |
| 1      | Tampa Bay Buccaneers                       | Ricky Bell         | Running back     | USC             |
| 2      | Dallas Cowboys (da Seattle)                | Tony Dorsett       | Running back     | Pittsburgh      |
| 3      | Cincinnati Bengals (from Buffalo)          | Eddie Edwards      | Defensive end    | Miami (FL)      |
| 4      | New York Jets                              | Marvin Powell      | Offensive tackle | USC             |
| 5      | New York Giants                            | Gary Jeter         | Defensive tackle | USC             |
| 6      | Atlanta Falcons                            | Warren Bryant      | Tackle           | Kentucky        |
| 7      | New Orleans Saints                         | Joe Campbell       | Defensive End    | Maryland        |
| 8      | Cincinnati Bengals (da Philadelphia)       | Wilson Whitley     | Defensive Tackle | Houston         |
| 9      | Green Bay Packers                          | Mike Butler        | Defensive End    | Kansas          |
| 10     | Kansas City Chiefs                         | Gary Green         | Defensive back   | Baylor          |
| 11     | Houston Oilers                             | Morris Towns       | Tackle           | Missouri        |
| 12     | Buffalo Bills (da Detroit)                 | Phil Dokes         | Defensive Tackle | Oklahoma State  |
| 13     | Miami Dolphins                             | A.J. Duhe          | Defensive End    | Louisiana State |
| 14     | Seattle Seahawks (da San Diego via Dallas) | Steve August       | Guardia          | Tulsa           |
| 15     | Chicago Bears                              | Ted Albrecht       | Tackle           | California      |
| 16     | New England Patriots (da San Francisco)    | Raymond Clayborn   | Defensive Back   | Texas           |
| 17     | Cleveland Browns                           | Robert Jackson     | Linebacker       | Texas A&M       |
| 18     | Denver Broncos                             | Steve Schindler    | Guard            | Boston College  |
| 19     | St. Louis Cardinals (da Washington)        | Steve Pisarkiewicz | Quarterback      | Missouri        |
| 20     | Atlanta Falcons (da St. Louis)             | Wilson Faumuina    | Defensive Tackle | San José State  |
| 21     | Pittsburgh Steelers                        | Robin Cole         | Linebacker       | New Mexico      |
| 22     | Cincinnati Bengals                         | Mike Cobb          | Tight end        | Michigan State  |
| 23     | Los Angeles Rams                           | Bob Brudzinski     | Linebacker       | Ohio State      |
| 24     | San Diego Chargers (da Dallas)             | Bob Rush           | Centro           | Memphis State   |
| 25     | New England Patriots                       | Stanley Morgan     | Wide receiver    | Tennessee       |
| 26     | Baltimore Colts                            | Randy Burke        | Wide Receiver    | Kentucky        |
| 27     | Minnesota Vikings                          | Tommy Kramer       | Quarterback      | Rice            |
| 28     | Green Bay Packers (da Oakland)             | Ezra Johnson       | Defensive End    | Morris Brown    |

## Hall of Fame
All'annata 2012, un giocatore della classe del Draft 1977 è stato inserito nella Pro Football Hall of Fame:
- Tony Dorsett, Running back dalla University of Pittsburgh, scelto nel primo giro come secondo assoluto dai Dallas Cowboys.

Induzione: Professional Football Hall of Fame, classe del 1994.